# Todd Helton
Todd Lynn Helton, född den 20 augusti 1973 i Knoxville i Tennessee, är en amerikansk före detta professionell basebollspelare som spelade 17 säsonger i Major League Baseball (MLB) 1997–2013. Helton var förstabasman.
När Helton studerade vid University of Tennessee spelade han både baseboll och amerikansk fotboll för Tennessee Volunteers. Han valdes som startman före Peyton Manning när lagets ordinarie quarterback blev knäskadad i säsongspremiären 1994. Helton spelade dock bara tre matcher innan han själv blev knäskadad och Manning fick då chansen att spela. Manning kom att bli en av de bästa quarterbackarna någonsin.
Helton draftades av Colorado Rockies 1995 som åttonde spelare totalt. Han debuterade i MLB två år senare och spelade under hela sin karriär för Rockies. Totalt kom han upp i 2 247 matcher i grundserien med ett slaggenomsnitt på 0,316, 369 homeruns och 1 406 RBI:s.
Bland Heltons meriter kan nämnas att han togs ut till MLB:s all star-match fem gånger. Vidare vann han fyra Silver Slugger Awards, tre Gold Glove Awards och en Hank Aaron Award. Statistiskt hade han högst on-base % i National League (NL) två säsonger samt högst slaggenomsnitt, högst slugging %, högst OPS, flest RBI:s, flest hits, flest doubles, flest extra-base hits och flest total bases en säsong.
I augusti 2014 pensionerade Rockies Heltons tröjnummer 17. Han blev den första spelaren som fick sitt tröjnummer pensionerat av klubben.
I januari 2024 blev Helton invald i National Baseball Hall of Fame på sjätte försöket. Han fick 79,7 % av rösterna, just över gränsen på 75 % som krävdes för att bli invald.